# يان كاريل لنسترا
يان كاريل لنسترا (بالهولندية: Jan Karel Lenstra)‏ هو رياضياتي هولندي، ولد في 19 ديسمبر 1947 في زانستاد في هولندا.